# Photo League
Die Photo League war eine 1936 in New York City gegründete Gruppe politisch engagierter Straßenfotografen, die sich der sozial engagierten Dokumentarfotografie widmete. Sie spielte eine bedeutende Rolle in der Geschichte der amerikanischen Fotografie des 20. Jahrhunderts, die vom Ende der Großen Depression bis zum Beginn des Kalten Krieges aktiv war. Etwa ein Drittel der Fotografen der Photo League waren Frauen, darunter Vivian Cherry, Rosalie Gwathmey und Consuelo Kanaga. In den 1940er Jahren geriet die Photo League aufgrund ihrer linken Ausrichtung ins Visier der US-Regierung. 1947 wurde sie vom Justizministerium auf die Liste subversiver Organisationen gesetzt, was zu einem Rückgang der Mitgliederzahl und schließlich 1951 zur Auflösung der Photo League führte.

## Geschichte
Die Ursprünge der Photo League gehen auf die 1930 gegründete Workers Film and Photo League zurück, die Teil der internationalen Arbeiterfotografiebewegung war. Diese Bewegung hatte zum Ziel, das Leben der Arbeiterklasse zu dokumentieren und soziale Missstände aufzuzeigen. 1936 trennten sich die Fotografen von den Filmemachern und gründeten unter der Leitung von Paul Strand und Berenice Abbott die Photo League. Die Photo League bot Kurse in Fotografie an, organisierte Ausstellungen und veröffentlichte die Zeitschrift Photo Notes Sie wurde zu einem Zentrum für Fotografen, die soziale Themen dokumentieren wollten. Bekannte Mitglieder waren unter anderem Sid Grossman, Sol Libsohn, Arthur Leipzig, Ruth Orkin und Walter Rosenblum. Viele von ihnen waren jüdische Amerikaner der ersten Generation und nutzten ihre Kameras, um ihre eigenen Erfahrungen als Kinder von Einwanderern zu reflektieren. Ihre Bilder warfen ein Licht auf die verschiedenen Gemeinschaften, die in Brooklyn, der Lower East Side, Little Italy und dem heutigen Chinatown lebten. Als gesellschaftliche Außenseiter, die später von den McCarthyisten wegen ihrer fortschrittlichen Werte – und weil sie Juden waren – schikaniert wurden, hatten die Mitglieder der Photo League Verständnis für die Notlage anderer ethnischer Randgruppen.
Eines der bemerkenswertesten Werke der Photo League war das Harlem Document. Aaron Siskind leitete eine Gruppe von zehn Fotografen, die versuchten, Bilder zu machen, die zur Verbesserung der Lebensbedingungen in diesem überwiegend von Afroamerikanern bewohnten Stadtteil beitragen konnten. Das gut gemeinte Projekt brachte einige bemerkenswerte Bilder hervor, aber das Endergebnis verstärkte die negativen Stereotypen über Harlem. So wurde Jack Mannings Foto einer jubelnden Elks-Parade später in der Zeitschrift Look mit einer Bildunterschrift abgedruckt, die auf das Problem der gefährlichen Überbevölkerung des Viertels hinwies, ohne die ausschließlich schwarze Interessengruppe zu erwähnen, die bei der Feier gefeiert wurde. In den 1940er Jahren geriet die Photo League aufgrund ihrer linken Ausrichtung ins Visier der US-Regierung. 1947 wurde sie vom Justizministerium auf die Liste subversiver Organisationen gesetzt, was 1951 zur Auflösung der Photo League führte.

## Mitglieder
Zu den Mitgliedern der Photo League gehörten viele bekannte Fotografen, die wichtige Beiträge zur Dokumentar- und Straßenfotografie geleistet haben. Hier eine Liste einiger prominenter Mitglieder mit kurzen Biographien:
- Berenice Abbott (1898–1991): Die in Springfield (Ohio) geborene Abbott war in den 1930er Jahren für ihre Schwarz-Weiß-Fotografien von Architektur und Stadtplanung in New York City bekannt. Sie spielte eine entscheidende Rolle bei der Bewahrung des Werks des französischen Fotografen Eugène Atget.
- Sid Grossman (1913–1955): Grossman war Mitbegründer der Photo League, Fotograf, Lehrer und sozialer Aktivist. Er war maßgeblich an der Ausrichtung der Photo League beteiligt und betreute viele aufstrebende Fotografen.
- Aaron Siskind (1903–1991): Ursprünglich ein sozialdokumentarischer Fotograf, wurde Siskind später ein Pionier der abstrakt-expressionistischen Fotografie. Seine Arbeiten konzentrierten sich häufig auf Texturen und Oberflächen und verwischten die Grenze zwischen Fotografie und Malerei.
- Weegee (Arthur Fellig) (1899–1968): Weegee ist bekannt für seine nüchternen Schwarz-Weiß-Straßenfotografien, in denen er Verbrechensszenen und das urbane Leben in New York City in den 1930er und 1940er Jahren festhielt. Seine Arbeiten boten einen ungeschönten und ungefilterten Blick auf die Schattenseiten der Stadt.
- Ruth Orkin (1921–1985): Als Fotojournalistin und Filmemacherin ist Orkin vor allem für ihr Foto „American Girl in Italy“ bekannt. Ihre Arbeiten zeigen oft ungestellte Momente und Straßenszenen, die die Essenz des täglichen Lebens einfangen.
- Lisette Model (1901–1983): Die gebürtige Österreicherin war bekannt für ihre kühne und kompromisslose Straßenfotografie. Ihre Bilder konzentrierten sich oft auf die Exzentrik der menschlichen Natur und hielten unbeobachtete Momente mit einem scharfen Blick für Details fest.
- Walter Rosenblum (1919–2006): Der Dokumentarfotograf Rosenblum ist bekannt für seine Aufnahmen aus dem Zweiten Weltkrieg, darunter die Landungen am D-Day, und für seine Arbeit in der Bronx, wo er das Leben der Bewohner festhielt. Er war auch Präsident der Photo League.
- Dan Weiner (1919–1959): Weiner war ein Fotojournalist, dessen Arbeiten in Magazinen wie Fortune und Life erschienen. Er dokumentierte verschiedene Aspekte des amerikanischen Lebens, von politischen Ereignissen bis hin zu Alltagsszenen, wobei er häufig soziale Themen in den Vordergrund stellte.
- Morris Engel (1918–2005): Der Fotograf und Filmemacher war 1953 Co-Regisseur des einflussreichen Independent-Films „Little Fugitive“. Sein Hintergrund als Straßenfotograf beeinflusste seine filmische Arbeit und brachte einen naturalistischen Stil in seine Filme ein.
- Sonia Handelman Meyer (1920–2022): Meyer war bekannt für ihre Straßenfotografie, in der sie ungeschönte Momente des Alltagslebens in New York festhielt. Ihre Arbeit konzentrierte sich häufig auf benachteiligte Gemeinschaften und vermittelte einen mitfühlenden Blick auf ihre Motive.

Diese und andere Fotografen trugen wesentlich zum Erbe der Photo League bei, indem sie mit ihren Kameras die soziale Landschaft ihrer Zeit dokumentierten und beeinflussten:
- Alexander Alland (1902–1989)
- Lucy Ashjian (1907–1993)
- Marynn Older Ausubel (1912–1980)
- Lou Bernstein (1911–2005)
- Nancy Bulkeley (1913–1988)
- Rudy Burckhardt (1914–1999)
- Angela Calomiris (1916–1995)
- Vivian Cherry (1920–2019)
- Bernard Cole (1911–1982)
- Ann Cooper (* 1912)
- Harold Corsini (1919–2008)
- Jack Delano (1914–1997)
- Robert Disraeli (1905–1987)
- Arnold Eagle (1909–1992)
- John Ebstel (1919–2000)
- Eliot Elisofon (1911–1973)
- Morris Engel (1918–2005)
- Harold Feinstein (1931–2015)
- Godfrey Frankel (1912–1995)
- George Gilbert (1922–2012)
- Leo Goldstein (1901–1972)
- Sid Grossman (1913–1955)
- Rosalie Gwathmey (1908–2001)
- Lewis Wickes Hine (1874–1940)
- Morris Huberland (1909–2003)
- N. Jay Jaffee (1921–1999)
- Consuelo Kanaga (1894–1978)
- Sy Kattelson (1923–2018)
- Sidney Kerner (1920–2013)
- Arthur Leipzig (1918–2014)
- Rebecca Lepkoff (1916–2014)
- Jack Lessinger (1911–1987)
- Leon Levinstein (1910–1988)
- Helen Levitt (1913–2009)
- Sol Libsohn (1914–2001)
- Jerome Liebling (1924–2011)
- Richard A. Lyon (1914–1994)
- Sam Mahl (1913–1992)
- Jack Manning (1920–2001)
- Phyllis Dearborn Massar (1916–2011)
- Tosh Matsumoto (1920–2010)
- Sonia Handelman Meyer (1920–2022)
- Lisette Model (1906–1983)
- Arnold Newman (1918–2006)
- Marvin E. Newman (1927–2023)
- Ruth Orkin (1921–1985)
- Marion Palfi (1907–1978)
- Sol Prom (Solomon Fabricant) (1906–1989)
- David Robbins (1912–1981)
- Walter Rosenblum (1919–2006)
- Edwin Rosskam (1903–1985)
- Arthur Rothstein (1915–1985)
- Rae Russel (1925–2008)
- Edward Schwartz (1906–2005)
- Joe Schwartz (* 1913, Brooklyn, New York)
- Ann Zane Shanks (1927–2015)
- Lee Sievan (1907–1990)
- Larry Silver (* 1934)
- Aaron Siskind (1903–1991)
- W. Eugene Smith (1918–1978)
- Fred Stein (1909–1967)
- Louis Stettner (1922–2016)
- Erika Stone (* 1924)
- Louis Clyde Stoumen (1917–1991)
- Paul Strand (1890–1976)
- Rolf Tietgens (1911–1984)
- Elizabeth Timberman (1908–1988)
- John Vachon (1914–1975)
- David Vestal (1924–2013)
- Weegee (Arthur Fellig) (1899–1968)
- Dan Weiner (1919–1959)
- Sandra Weiner (1921–2014)
- Bill Witt (1921–2013)
- Ida Wyman (1926–2019)
- Max Yavno (1911–1985)
- George S. Zimbel (1929–2023)

## Werke
Die größten Sammlungen von Fotografien der Photo League beherbergen das Columbus Museum of Art und das Jewish Museum in New York City. Zu den herausragenden Werken in der Sammlung des Jüdischen Museums zählen einfühlsame Porträts von Afroamerikanern in der Stadt und in den Vereinigten Staaten. Einige sind verstörend: Marion Palfis Porträt der Frau eines Lynchmordopfers in Georgia und Vivian Cherrys Aufnahme spielender Kinder, die einen Lynchmord nachzustellen scheinen.
W. Eugene Smiths Foto von Maude Callen, einer Hebamme, die in einer armen ländlichen Gemeinde in South Carolina arbeitete, zeigt den mutigen Einsatz einer Person, die ihr Leben der Hilfe für Bedürftige widmete. Andere Bilder zeigen die Menschlichkeit schwarzer Amerikaner in ganz alltäglichen Momenten: drei Jungen, die sich auf einem Spielplatz beim Schaukeln gegenseitig anrempeln; geschwätzige Teenager-Mädchen, die in der Tanzschule auf ihren Stepptanzunterricht warten; ein junger Mann, der für die Kamera seinen Mantel aufreißt.

## Ausstellung
- The Radical Camera: New York’s Photo League, 1936–1951, war eine Übersicht über die Geschichte der Gruppe, ihre künstlerische Bedeutung und ihr kulturelles, soziales und politisches Umfeld. Wanderausstellung in den folgenden Museen: The Jewish Museum, New York (4. November 2011 bis  25. März 2012); Columbus Museum of Art, Columbus, OH (19. April bis 9. September 2012), Contemporary Jewish Museum, San Francisco, CA (11. Oktober 2012 bis 21. Januar 2013) und im Norton Museum of Art, West Palm Beach, FL (15. März bis 16. Juni 2013).